# 프뢰벨 은물

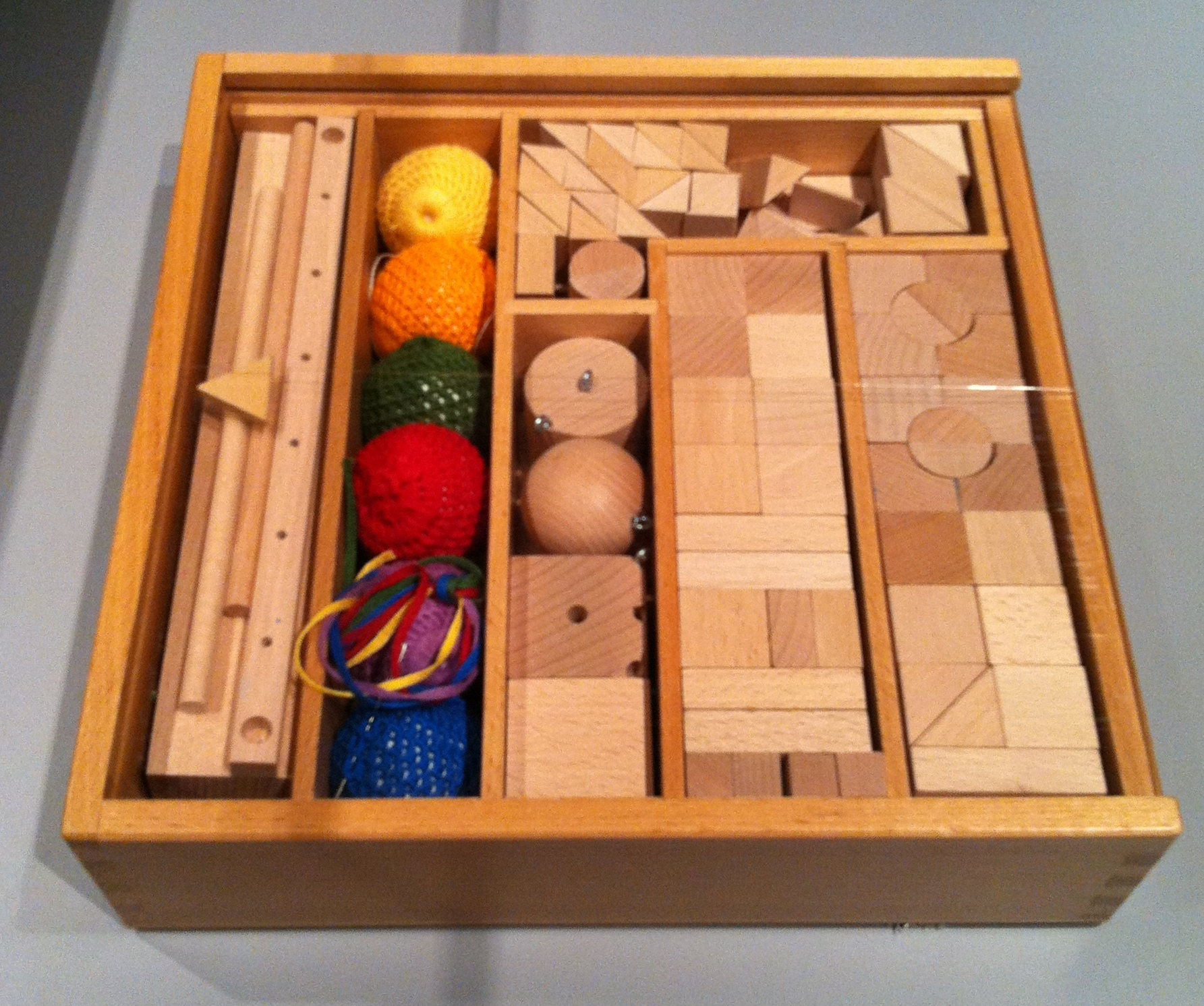
프뢰벨 은물의 재현 세트

프뢰벨 은물(독일어: Fröbelgaben, 영어: Froebel gifts)은 원래 프리드리히 프뢰벨이 바트블랑켄부르크의 첫 번째 유치원을 위해 디자인한 어린 아이들을 위한 교육용 놀이 재료이다. 프뢰벨 은물을 가지고 노는 것, 노래하고 춤추는 것, 식물을 키우는 것 등이 각각 아동 중심 교육 접근 방식의 중요한 측면이었다. 이 시리즈는 나중에 원래의 6개 은물 세트에서 최소 10개 세트로 확장되었다.

## 같이 보기
- 블록 (장난감)